# Acer pehpeiense
Acer pehpeiense é uma espécie de árvore do gênero Acer, pertencente à família Aceraceae.